# Dolichoderus jacobsoni
Dolichoderus jacobsoni é uma espécie de formiga do gênero Dolichoderus.